# Grot van Milarepa
De Grot van Milarepa of Grot van Drakar Taso is de grot waar Milarepa vele jaren in de 11e eeuw verbleef. Milarepa is een belangrijk Tibetaans boeddhistisch filosoof en Vajrayana-mahasiddha.
De grot ligt 10 km ten noorden van Nyalam in de buurt van het dorpje Zhonggang in Tibet. Vanaf de weg loopt een klein pad naar het klooster Pelgye Ling op de heuvelrug. Langs het pad worden gedecoreerde stenen geofferd. Dit klooster is pas na de dood van Milarepa om de grot heen gebouwd. De grot wordt als een schrijn bijgehouden door twee monniken die de wacht houden bij een beeld van Milarepa in een glazen kast.